# Triglavia
Triglavia là một chi bướm đêm thuộc họ Geometridae.